# 117413 Рамонікахаль
117413 Рамонікахаль (117413 Ramonycajal) — астероїд головного поясу, відкритий 8 січня 2005 року.
Тіссеранів параметр щодо Юпітера — 3,509.
Названо на честь іспанського лікаря Сантьяго Рамон і Кахаль, (ісп. Santiago Ramón y Cajal; 1852—1934).